# Leptostylus transversus
Leptostylus transversus là một loài bọ cánh cứng trong họ Cerambycidae.